# Zichy (famiglia)
La famiglia Zichy è un'antica casata nobile ungherese.

## Storia

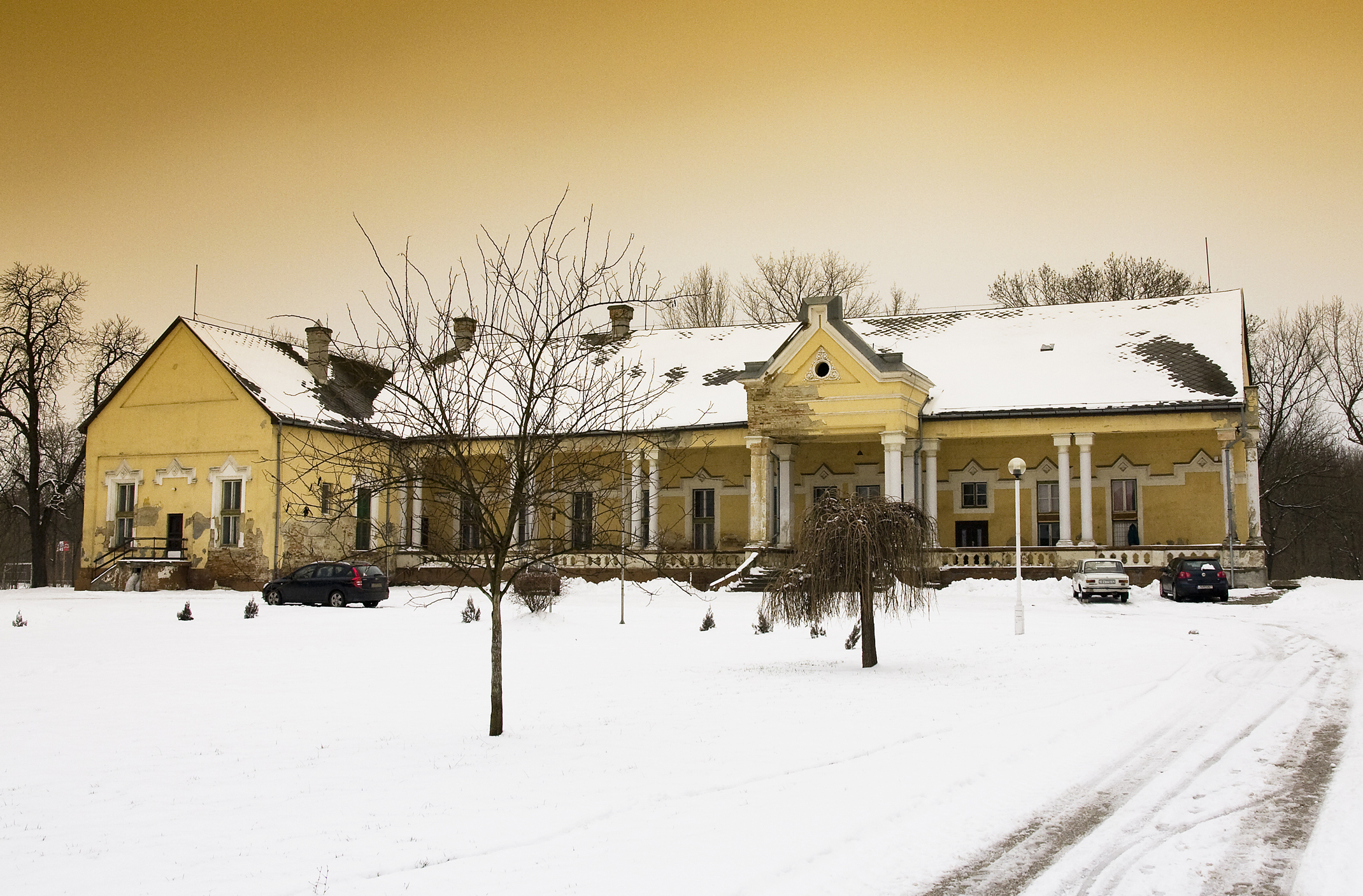
Villa Zichy a Zichyújfalu.

Il primo antenato della famiglia Zichy portava il nome di Zayk, e questo fu il cognome che la famiglia adottò sino al XIV secolo quando ottenne il possesso del feudo di Zich. Péter, all'epoca di Carlo Roberto d'Angiò, cadde nella battaglia di Esztergom combattendo contro i turchi. Paska (viv. 1310), visse al tempo di re Luigi I d'Ungheria ed alla sua epoca risale la prima attestazione dell'uso dello stemma di famiglia, composto da due corna di cervo su un elmo da cavaliere. Dei suoi tre figli, László fu cavaliere alla corte reale ungherese (aule regiæ miles) e Jakab ricevette dei feudi dallo stesso Luigi I nel 1347 nella contea di Somogy, insieme a suo fratello Gál.
La famiglia assurse agli onori delle cronache a partire dal XVII secolo ed ottenne rango comitale nel 1679 nella persona del generale imperiale Stefan Zichy (m. 1693).
I suoi discendenti si divisero in due rami: gli Zichy-Palota e gli Zichy-Karlburg. La linea di Palota si divise a sua volta in tre rami: quello di Nagy-Lang, quello di Adony e quello di Szent-Miklos, e quello di Palota che si estinse senza eredi maschi nel 1874. La linea degli Zichy-Karlburg (dal 1811 Zichy-Ferraris) si divise a sua volta in quattro rami: quello di Vedrod, quello di Vezsony e quello di Daruvar e Csics, oggi estinto.

## Membri notabili

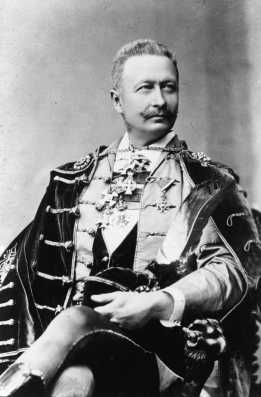
Il conte Géza Zichy studiò con Franz Liszt e divenne uno dei più noti pianisti e compositori dell'Ungheria del XIX secolo

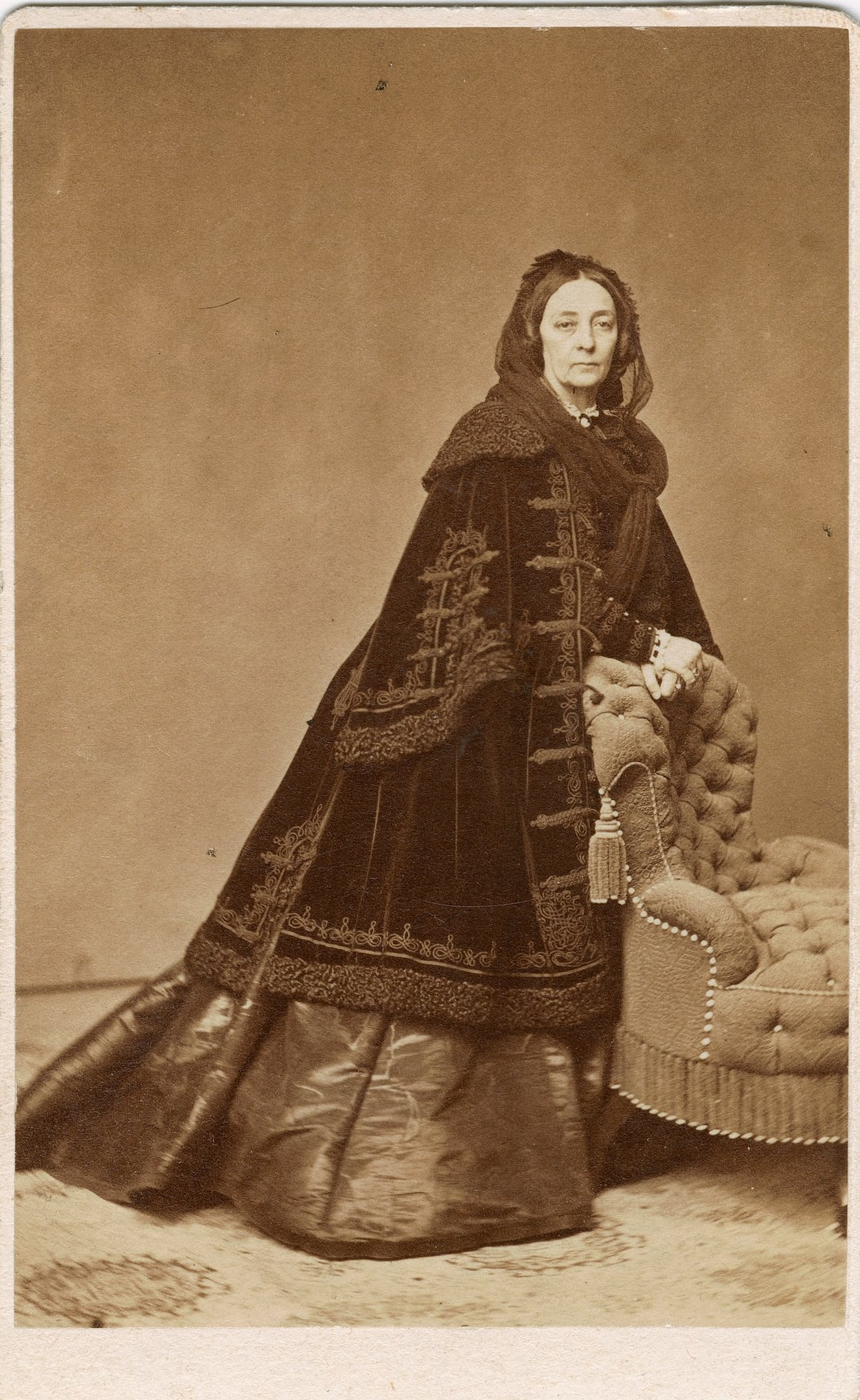
La contessa Antónia Zichy, vedova del rivoluzionario Lajos Batthyány.

- Conte Károly Zichy (1753–1826) ministro austriaco nel 1809 e ministro dell'interno nel 1813–14
- Conte Ferdinánd Zichy (1783–1862) feldmaresciallo austriaco, governatore del Veneto, condannato a dieci anni di carcere per la resa di Venezia agli insorti nel 1848 (venne perdonato nel 1851).
- Conte Domonkos Zichy (1808-1879), vescovo di Veszprém
- Conte Ödön [Edmund] Zichy (1809–1848), amministratore della contea di Veszprém, venne impiccato il 30 settembre 1848 per ordine della corte marziale ungherese, presieduta da Görgey, per aver svolto l'attività di emissario per Jellasich.
- Conte Ferenc Zichy (1811–1900) fu segretario di stato per il commercio del ministero Szchenyi nel 1848, ma si ritirò allo scoppio della rivoluzione, schierandosi dalla parte degli imperiali e svolgendo le funzioni di commissario imperiale; dal 1874 al 1880 fu ambasciatore austriaco a Costantinopoli e rappresentante per l'Austria-Ungheria alla Conferenza di Costantinopoli del 1876-1877.
- Conte Ödön [Edmund] Zichy (1811–1894) promotore dell'arte e dell'industria in Austria-Ungheria, fondò il Museo Orientale di Vienna. Dopo il conte Johann Nepomuk Wilczek fu il secondo sponsor principale della spedizione austro-ungarica al Polo Nord verso la Terra di Francesco Giuseppe. Ancora oggi la Terra di Zichy porta il suo nome.
  - Conte Jenő [Eugen] Zichy (1837–1906),[2] ereditò la collezione del padre e lo seguì nelle sue attività economiche; visitò per tre volte nella sua vita il Caucaso e l'Asia Centrale per investigare i luoghi di origine dei Magiari, pubblicandone i risultati in Voyages au Caucase (2 volumi, Budapest, 1897) ed in Dritte asiatische Forschungsreise (6 volumi, in ungherese e tedesco; Budapest e Lipsia, 1900–1905).
- Conte Ferdinánd Zichy (1829-1911), vicepresidente dello statholderato ungherese sotto il regime di Mailath, venne condannato nel 1863 e venne imprigionato perdendo i propri titoli. Nel 1867 venne eletto al parlamento ungherese, dapprima nelle file del partito Deák e poi divenendo uno dei fondatori e dei capi del Partito Popolare Cattolico.
  - Conte Aladár Zichy (n. 1864), membro del Partito Popolare Cattolico, divenne ministro della casa reale nel gabinetto di governo Wekerle del 1906.
- Conte János Zichy (1834-1916), ciambellano imperiale e reale. Costruì il castello di Zichyújfalu.
- Conte József Zichy (13 novembre 1841 - 11 novembre 1924), politico
- Conte János Zichy (1868-1944), dal 1896 al 1906 fu membro del Partito Popolare Cattolico nella Camera dei rappresentanti ungherese e dopo il 1906 sottoscrisse il Partito Costituzionale di Andrássy, rivestendo una notevole importanza come confidente personale dell'erede al trono, l'arciduca Francesco Ferdinando d'Asburgo.
- Conte Géza Zichy (n. 1849), nipote del conte Ferenc già menzionato, studiò con Franz Liszt e divenne un pianista professionista; nel 1891 divenne intendente dell'Opera nazionale ungherese, membro della Camera dei Magnati e presidente del Conservatorio di Budapest.
- Conte Mihály Zichy (1827-1906), uno dei più importanti pittori ungheresi del XIX secolo, venne nominato pittore di corte a San Pietroburgo nel 1847 ed accompagnò gli zar russi nel corso di vari loro viaggi. La Galleria Nazionale di Budapest possiede diversi suoi dipinti tra cui il dipinto "La regina Elisabetta presso la bara di Francis Drake"; la sua opera più conosciuta è sicuramente l'illustrazione dell'opera di diversi scrittori ungheresi come Petőfi e Arany.[1]
- Conte Antal Zichy (1823-1898), membro dell'Accademia ungherese delle scienze
- Contessa Antónia Zichy (1816–1888), rivoluzionaria e moglie del politico e rivoluzionario Lajos Batthyány
- Conte Kázmér Zichy (1868-1955), scrittore e cacciatore
- Tamás Zichy (n. 1974), figlio di un magnate austro-ungarico, Forbes l'ha indicato come l'erede più ricco in Austria.
- Barone Ivan Rubido Zichy de Zich et Zagorje (17 giugno 1874 - 16 maggio 1964) fu ambasciatore imperiale nel Regno Unito nel 1926.
- Conte Theodore Zichy (13 giugno 1908 - febbraio 1988), attore inglese, fotografo, regista, produttore e playboy
- Conte Imre Zichy (22 luglio 1909 - 28 settembre 1999), tennista e inventore